# Planety smrti
Planety smrti je vědeckofantastická knižní série amerického spisovatele Harryho Harrisona. Původně se jednalo o volnou trilogii z 60. let 20. století, která byla od konce 90. let 20. století rozšiřována o další díla ve spolupráci s ruskými autory Antem Skalandisem (pseudonym Antona Viktoroviče Molčanova) a Michailem Achmanovem (pseudonym Michaila Sergejeviče Nachmansona). Anglický název série je Deathworld, ruský Мир смерти (Mir smerti). 
Protagonistou příběhů je dobrodruh a hazardní hráč Jason dinAlt, který je zatažen do dění na nehostinných planetách Pyrrus, Felicity aj.

## Seznam dílů
Celkem série čítá 10 dílů. Česky zatím vyšlo prvních sedm (k říjnu 2022). První tři romány byly součástí původní trilogie Harryho Harrisona, knihy od čtvrtého dílu dále vyšly v ruštině, anglické vydání těchto knih se neplánovalo.
- První planeta smrti, česky 1991 (anglicky Deathworld, 1960) – 1. díl série[4]
- Druhá planeta smrti, česky 1991 (anglicky Deathworld 2, 1964) – 2. díl série[5]
- Třetí planeta smrti, česky 1992 (anglicky Deathworld 3, 1968) – 3. díl série[6]
- Čtvrtá planeta smrti 1: Návrat na planetu smrti, česky 2003 (rusky Возвращение в Мир Смерти, 1998) – 4. díl série, spoluautorství Ant Skalandis
- Čtvrtá planeta smrti 2: Planeta smrti na cestě bohů, česky 2003 (rusky Мир Смерти на пути богов, 1998) – 5. díl série, spoluautorství Ant Skalandis
- Pátá planeta smrti 1: Ráj pirátů, česky 2005 (rusky Мир Смерти против флибустьеров: Флибустьерский рай, 1998) – 6. díl série, spoluautorství Ant Skalandis
- Pátá planeta smrti 2: Peklo pirátů, česky 2005 (rusky Мир Смерти против флибустьеров: Ад для флибустьеров, 1998) – 7. díl série, spoluautorství Ant Skalandis
- Мир Смерти и твари из Преисподней – Книга 1: Люди страшнее монстров, 1999 – 8. díl série, spoluautorství Ant Skalandis, Šestá planeta smrti 1
- Мир Смерти и твари из Преисподней – Книга 2: Парад феноменов, 1999 – 9. díl série, spoluautorství Ant Skalandis, Šestá planeta smrti 2
- Мир Смерти. Недруги по разуму, 2001 – 10. díl série, spoluautorství Michail Achmanov, Sedmá planeta smrti

Za součást série lze považovat i povídku Harryho Harrisona, která se objevila v antologii Astounding: John W. Campbell Memorial Anthology z roku 1973 sestavené H. Harrisonem na počest Johna W. Campbella:
- Zakuklená kosmická loď (anglicky The Mothballed Spaceship, 1973) – česky vyšla v roce 1998 ve sbírce Ocelové vize a v roce 1994 pod názvem Kosmická loď plná pavučin v časopise Ikarie č. 1994/05. Chronologicky náleží mezi třetí (Třetí planeta smrti) a čtvrtý díl cyklu (Čtvrtá planeta smrti 1: Návrat na planetu smrti).

## Planety

### Bezejmenná planeta
Druhý svět smrti, bezejmenná planeta, na které ztroskotají Jason dinAlt s Mikahem Samonem, bývala kdysi civilizovaná a průmyslová, ale její civilizace postupně upadla do barbarství. Místní společnost je rozdělená do klanů, z nichž každý si bedlivě hlídá zbytky určité znalosti či dovednosti (výroba parních strojů, elektřina, foukání skla, výroba chemických sloučenin apod.). Mimo to je postavena na práci otroků. Každý, kdo je při různých potyčkách a střetech vzat do zajetí, upadá do otroctví.
Loajalita je zde neznámý pojem, každý hledí především na svůj prospěch. Zrada za peníze či získání nějaké výhody zde není ničím výjimečným. Mluví se zde zkrácenou formou esperanta.
Na písčitém pobřeží oceánu se potulují skupiny otroků, každá je vedená jedním otrokářem. Ti mají mezi sebou rozdělená teritoria, která si hájí. Jejich otroci hledají v písku jedlé kořeny "krenoj", otrokáři občas uloví nějaké zvíře. Jejich pozice není věčná, otrokáře kdykoli může svrhnout (většinou zabít) odvážný otrok, který pak přebere vedení a stává se sám otrokářem. 
Dále ve vnitrozemí žijí d'zertanoj, pouštní nomádi sdružení do rodinných hierarchií. Jednou z nich je klan těžící ropu v pouštním údolí Putl'ko.
Na pobřeží existují i sídla jako je Appsala, v nichž pobývají za zdmi pevností další rodové klany, každý z nich si střeží nějaké průmyslové tajemství. Tyto rody mezi sebou dokážou obchodovat, zároveň ale nepromarní žádnou příležitost, která by vedla k získání tajemství jiného klanu.

### Cassylia
Sesterská planeta Darkhanu, soupeří spolu a cca před 200 lety vedly válku, dosud jsou vztahy napjaté. V místním kasinu Jason dinAlt vyhraje závratnou sumu peněz, která se použije na nákup zbraní pro Pyrrus.

### Darkhan
Sesterská planeta Cassylie, soupeří spolu a v minulosti vedly válku, dosud panuje vzájemná nevraživost.

### Felicity
Třetí planeta smrti má název, který znamená v překladu štěstí nebo blaženost. Je to pátá planeta bezejmenné hvězdy třídy F1 se silným ultrafialovým zářením. Sklon rotační osy je minimální, takže počasí zůstává stejné, gravitační přitažlivost je cca 1,5 g. Nemá žádný měsíc.
Devět desetin povrchu planety tvoří oceán, v němž jsou roztroušeny ostrovy sopečného původu. Zbylých 10 procent připadá na jediný kontinent poblíž severního pólu rozdělený geologickým zlomem a horským pásmem vysokým 3–10 km. Horstvo má velký vliv na kontinentální počasí, teplý a vlhký vzduch od oceánu naráží na jižní svahy pohoří, kde se tvoří déšť, který živí řeky stékající na jih. Jižní část kontinentu je nížinatá a úrodná, nejsou zde však žádná významná ložiska kovů. Vytvořila se zde města středověké zemědělské společnosti zvané Ammh. Jedno z nich je Camar, což je nejbližší přístav u řetězce hor. Největší město je Eolasair, které se rozkládá u řeky mezi kopci a lesy.
Chladnější severní část kontinentu je tvořena suchou náhorní plošinou. Přes hory se srážky dostanou jen v malém množství a i to minimum zde spadne ve formě sněhu. Tyto planiny bez stromů jsou bohaté na ložiska těžkých kovů, zejména uranu. Obývají je kočovné barbarské kmeny, jejichž příslušníci jsou tisíce let vychováváni, aby zabíjeli a ničili. V minulosti zde byla sídla, ale omezené přírodní zdroje na vyprahlých pláních neumožnily vzájemné mírové soužití zemědělců a kočovných nomádů s jejich stády. Zemědělci si stavěli ohrazená sídla kolem skrovných zdrojů vody a bránili přístupu k nim nomádům. Ti se spojili v tlupy a zemědělská opevnění zničili. O těchto válkách se zmiňují Zpěvy, lidové zkazky, které uchovávají žongléři fungující jako historici, komedianti a poslové zpráv. Barbarské kmeny se pak neustále stěhovaly a nikdy nedovolily, aby na planinách vzniklo nějaké trvalejší sídlo. Vzhledem k dostatku rudy byly zbraně ze železa. Palné zbraně nomádi vyrábět neumí, ale přišli s nimi do kontaktu. Další předměty poskytoval chov zvířat, kůže na oblečení a obydlí, tuk na masti a ke svícení, kosti a rohy na ozdobu zbroje, trus jako palivo pro oheň apod. Některé kmeny ještě dokážou využívat vlákna místní širokolisté rostliny. K přepravě slouží moropové, odolní býložravci s drápy na nohou podobní koňům. Jednotlivé kmeny mluví vlastním nářečím, ale ovládají i univerzální dorozumívací jazyk pro komunikaci s ostatními. Většinou spolu válčí, občas se některé klany spojí a vytvoří alianci proti jiným kmenům, pokud se najde schopný vůdce.

### Galipto
Planeta, jejíž kasino nazvané Nebula navštívil v minulosti Jason dinAlt.

### Mahautova planeta
Planeta, kterou navštívil v minulosti Jason dinAlt.

### Porgorstorsaand
Domovská planeta Jasona dinAlta. Převážně zemědělská planeta s kastovním systémem, dle Jasona staromódní, nudná a zdegenerovaná.

### Pyrrus
Pyrrus, první planeta smrti, se nachází v blízkosti několika supernov, díky čemuž je bohatý na radioaktivní rudy. Podmínky k životu jsou však tvrdé, Pyrrus má gravitační přitažlivost 2 g, sklon osy 42°, což vytváří nepříznivé a velmi proměnlivé počasí, jsou zde častá zemětřesení, vysoká sopečná aktivita a radiace, střídají se cykly deště, sněžení, krupobití, hurikánů apod. Vulkanická činnost je tak blízko povrchu, že půda je stále teplá. Planeta má dva měsíce, které vytvářejí v oceánu vlny vysoké až 30 metrů. Slunce Pyrru je hvězda třídy G2. 
Pyrrus byl kolonizován lidmi z planety Setani. 55 000 osadníků se nacházelo na palubě kolonizační lodi M.T. Pollux Victory (zkratka M.T. znamená Mezihvězdný transport). Jedna část kolonistů se přirozeně adaptovala na místní nehostinné prostředí a dokázala harmonicky žít ve volné přírodě. Druhá skupina se opevnila ve městech (z nichž později zbylo pouze jedno) a s ekosystémem tvrdě bojovala. Veškerý život na planetě má psionické schopnosti, o přežití soutěží individuálně, ale v případě velkých katastrof a ohrožení reaguje společně. Proto útočí na centra Pyrranů. Městští Pyrrané neumějí příliš dobře plánovat do budoucnosti kvůli neustále přítomnému nebezpečí a hrozbě smrti.
Vše živé na planetě je smrtící. Flóra zahrnuje např. jedovatou trávu, jejíž stébla mají na konci háček způsobující zranění nebo strom trnovník.

Do fauny náleží např. ďáblorožec – šupinaté zvíře se zkosenou hlavou zakončenou dlouhým hrotem, ještěrka plivající neurotoxin, pták křídlobodec vylučující z bodlin na křídlech jed, pilozobec, zubozobec, divocí psi a další šelmy.

Venkovští Pyrrané využívají k transportu dorymy a domestikovali psy.

### Setani
Pyrrus byl osídlen ze Setani. Setaňané žili na své planetě v podzemních městech, pro kolonizaci Pyrru byli vhodní zejména pro adaptaci na podobnou hodnotu gravitační přitažlivosti, která činí na Setani 1,5 g a na Pyrru 2 g.

### Stoverova planeta
Stoverova planeta je zmíněna v prvním díle jako domov živočicha pavoukoherce zvlákňujícího hedvábí, který se podobá na křídlobodce z Pyrru.

### Země
V blízkosti Země se odehrává děj povídky Zakuklená kosmická loď. Původní domov lidstva čelí hrozbě nájezdu vesmírných pirátů Rimů. V dosahu se nalézá zakonzervovaná válečná loď Nezničitelná s drtivou palebnou silou, silnými motory a špičkovými počítači. Pozemšťané se rozhodnou najmout Jasona din Alta a jeho pyrranské přátele, aby jim loď odblokovali. Ta je totiž po mnoha letech nepřístupná, při každém pokusu o přiblížení či vniknutí dovnitř zahájí palbu.

## Postavy
Seznam postav a klanů z cyklu Planety smrti (v závorce je uveden díl, ve kterém se vyskytují; P znamená povídka Zakuklená kosmická loď):
- Ahankk (3) – jeden z nejvyšších důstojníků Temuchinovy armády na Felicity
- Bardovy (3) – vedoucí těžařské expedice společnosti John Co. na Felicity
- Benn't (2) – kapitán stráže střežící Jasona u klanu Perssonoj na bezejmenné planetě
- Brucco (1,3) – hlavní zbrojař a lékař městských Pyrranů a vedoucí aklimatizačního střediska
- Bul'wajo (2) – otrokář na bezejmenné planetě
- Ch'aka (2) – otrokář, sběrač a lovec na bezejmenné planetě
- Clon (3) – statný pyrranský muž z města
- Daci (3) – muž, který na Felicity zklamal vůdce barbarů Temuchina a byl za to krutě potrestán
- admirál Djukich (P) – velitel letectva planety Země
- Edipon (2) – vůdce d'zertanoj, pouštních nomádů na bezejmenné planetě
- sir Ellus (1) – zprostředkovatel obchodu se zbraněmi pro Pyrrus na Cassylii
- Erebo (2) – d'zertano na bezejmenné planetě
- Fasimba (2) – otrokář na bezejmenné planetě
- Grif (1,3) – na začátku příběhu osmiletý chlapec z pyrranského města, dočasně průvodce a osobní strážce Jasona dinAlta
- Hananas (1) – venkovský Pyrran, expert na zemětřesení
- Ijale (2) – Ch'akova otrokyně na bezejmenné planetě, později doprovází Jasona dinAlta
- Hertug Persson (2) – vůdce klanu Perssonoj v Appsale na bezejmenné planetě, který má monopol na elektřinu, mají ve znaku vycházející slunce
- Jason dinAlt (1,2,3,P) – hlavní hrdina, vesmírný dobrodruh a hazardní hráč, pochází z planety Porgorstorsaand, má telepatické a telekinetické schopnosti
- Kerk Pyrrus (1,3,P) – vůdce městských Pyrranů, zároveň velvyslanec planety Pyrrus na Cassylii a dalších nejméně 6 planetách
- Krannon (1) – Pyrran z města odsouzený k práci řidiče obrněného nákladního vozu, který se využívá k obchodu s "hraboši" (venkovskými Pyrrany)
- Mastreguloj (2) – klan chemiků z Appsaly na bezejmenné planetě, vystupují jako obávaní čarodějové
- Meta (1,2,3,P) – pilotka pyrranské kosmické lodi a operátorka štítu, později přítelkyně Jasona dinAlta, v době jeho prvního příletu na Pyrrus je jí 19 let
- Mikah Samon (2) – posel strany Pravdy, náboženský fanatik
- M'shika (2) – otrokář na bezejmenné planetě
- Mzil'kazi (2) – jeden z otroků Ch'akovy skupiny na bezejmenné planetě
- Naris (2) – syn Edipona
- Naxa (1,3) – venkovský Pyrran, má funkci hovorného, je z nich nejlepší, využivá své telepatické schopnosti k ovládání místních živočišných forem života
- Opisweni (2) – jeden z otroků Ch'akovy skupiny na bezejmenné planetě
- Oraiel (3) – nomádský stařec, žonglér
- Poli (1) – starý zmrzačený pyrranský knihovník z města
- Rhes (1,3) – vůdce venkovských Pyrranů
- Riclan (3) – Rhesův strážce v nížinách Ammhu na Felicity
- Shanin (3) – náčelník nomádského kmene Krys
- Shrenkly (P) – velitel kódovacího oddělení Země
- Skop (1) – Jasonův pyrranský průvodce a stráž z města, když ten zahájil pátraní na Pyrru
- Snarbi (2) – otrok d'zertanoj, voják / kopiník v klanu Perssonoj na bezejmenné planetě, dovede Jasona, Ijale a Mikaha do Appsaly
- Sparks (3) – radista těžařské expedice společnosti John Co. na Felicity
- Talenc (3) – poručík strážní hlídky těžařské expedice společnosti John Co. na Felicity
- Teca (3) – Bruccův asistent, v pyrranské expedici na Felicity plní roli lékaře
- Temuchin (3) – vůdce barbarů z náhorních planin na Felicity, dokázal sjednotit jejich kmeny
- Trozelligoj (2) – klan z Appsaly na bezejmenné planetě, mechanici, staví mj. parní stroje, mají ve znaku draka
- Vitristoj (2) – (esper. skláři), klan v Appsale na bezejmenné planetě, foukají sklo
- Wain (1) – viceprezident banky na Cassylii
- Weiks (3) – druhý důstojník, pilot těžařské expedice společnosti John Co. na Felicity
- Welf (1) – Kerkův syn, obětoval v boji svůj život za záchranu dinAlta